# Astrid Lødemel
Astrid Lødemel (ur. 9 grudnia 1971 w Oslo) – norweska narciarka alpejska, dwukrotna medalistka mistrzostw świata.

## Kariera
Pierwszy raz na arenie międzynarodowej pojawiła się w 1990 roku, startując podczas mistrzostw świata juniorów w Zinal. Zajęła tam 21. miejsce w zjeździe i 26. miejsce w gigancie.
Pierwsze punkty w zawodach Pucharu Świata wywalczyła 21 grudnia 1991 roku w Serre Chevalier, gdzie zajęła 23. miejsce w zjeździe. Pierwszy raz na podium zawodów pucharowych stanęła 13 grudnia 1992 roku w Vail, kończąc rywalizację w supergigancie na drugiej pozycji. W zawodach tych rozdzieliła dwie Austriaczki: Ulrike Maier i Anitę Wachter. W kolejnych startach jeszcze jeden raz stanęła na podium zawodów PŚ: 3 marca 1993 roku w Morzine była trzecia w zjeździe. Najlepsze wyniki osiągnęła w sezonie 1992/1993, kiedy zajęła 19. miejsce w klasyfikacji generalnej.
Największe sukcesy w karierze osiągnęła w 1993 roku, kiedy na mistrzostwach świata w Morioce zdobyła dwa medale. Najpierw zajęła drugie miejsce w zjeździe, plasując się między Kanadyjką Kate Pace i Austriaczką Anją Haas. Trzy dni później wywalczyła brązowy medal w supergigancie, ulegając tylko Niemce Katji Seizinger i Sylvii Eder z Austrii. W 1992 roku wystartowała na igrzyskach olimpijskich w Albertville, zajmując 15. miejsce w zjeździe i 22. miejsce w kombinacji. Wystąpiła tam też w gigancie i supergigancie, jednak obu konkurencji nie ukończyła.
W 1995 roku zakończyła karierę.

## Osiągnięcia

### Igrzyska olimpijskie
| Miejsce | Dzień     | Rok  | Miejscowość | Konkurencja | Czas biegu | Strata      | Zwyciężczyni       |
| ------- | --------- | ---- | ----------- | ----------- | ---------- | ----------- | ------------------ |
| 22.     | 13 lutego | 1992 | Albertville | Kombinacja  | 2,55 pkt   | +208,39 pkt | Petra Kronberger   |
| 15.     | 15 lutego | 1992 | Albertville | Zjazd       | 1:52,55    | +2,21       | Kerrin Lee-Gartner |
| DNF     | 18 lutego | 1992 | Albertville | Supergigant | 1:21,22    | -           | Deborah Compagnoni |
| DNF1    | 19 lutego | 1992 | Albertville | Gigant      | 2:12,74    | -           | Pernilla Wiberg    |

### Mistrzostwa świata
| Miejsce | Dzień     | Rok  | Miejscowość | Konkurencja | Czas biegu | Strata | Zwyciężczyni    |
| ------- | --------- | ---- | ----------- | ----------- | ---------- | ------ | --------------- |
| DSQ2    | 5 lutego  | 1993 | Morioka     | Kombinacja  | 3,39 pkt   | -      | Miriam Vogt     |
| DNF1    | 10 lutego | 1993 | Morioka     | Gigant      | 2:17,59    | -      | Carole Merle    |
| 2.      | 11 lutego | 1993 | Morioka     | Zjazd       | 1:27,38    | +0,28  | Kate Pace       |
| 3.      | 14 lutego | 1993 | Morioka     | Supergigant | 1:33,52    | +0,55  | Katja Seizinger |

### Mistrzostwa świata juniorów
| Miejsce | Dzień    | Rok  | Miejscowość | Konkurencja | Czas biegu | Strata | Zwyciężczyni         |
| ------- | -------- | ---- | ----------- | ----------- | ---------- | ------ | -------------------- |
| 21.     | 21 marca | 1990 | Zinal       | Zjazd       | 1:25,48    | +3,86  | Swietłana Gładyszewa |
| 26.     | 23 marca | 1990 | Zinal       | Gigant      | 2:23,17    | +8,52  | Manuela Umele        |

### Puchar Świata

#### Klasyfikacje końcowe sezonu
- sezon 1991/1992: 24.
- sezon 1992/1993: 48.
- sezon 1993/1994: 44.
- sezon 1994/1995: 36.

#### Miejsca na podium
1. Vail – 13 grudnia 1992 (supergigant) – 2. miejsce
2. Morzine – 3 marca 1993 (zjazd) – 3. miejsce